# برستاچ
برستاچ (به صربی: Brestač) یک روستا در صربستان است که در پچینتسی واقع شده‌است. برستاچ ۱٬۰۶۶ نفر جمعیت دارد.